# Кардинальский красноклювый ткач
Кардинальский красноклювый ткач (Quelea cardinalis) — вид птиц из семейства ткачиковых.

## Распространение
Обитают в Африке (а именно Бурунди, Демократическая Республика Конго, Эфиопия, Кения, Малави, Руанда, Южный Судан, Танзания, Уганда и Замбия).

## Описание
Маленькая птичка длиной около 10 см. Имеет короткий и тяжёлый чёрный клюв. В брачном наряде самец имеет пурпурно-красную голову и часть груди. Вне брачного периода его оперение окрашено так же, как и оперение самки, но немного красного цвета сохраняется на голове. У самки жёлтое лицо.
Размножаются эти птицы в колониях. Гнездо строят из мягких травинок прямо среди травы или в кустарнике. В кладке 2—3 яйца лилового, розового или голубого цвета с тёмными крапинами. Инкубационный период длится 14 дней. После этого птенцы ещё 24 дня остаются в гнезде. Родители выкармливают их насекомыми. 